# گورنگا ترپچا
گورنگا ترپچا (به صربی: Gornja Trepča) یک منطقهٔ مسکونی در صربستان است که در چاچاک واقع شده‌است. گورنگا ترپچا ۱۱٫۳۷ کیلومتر مربع مساحت و ۵۵۶ نفر جمعیت دارد و ۴۶۵ متر بالاتر از سطح دریا واقع شده‌است.